# Róbert Boženík
Róbert Boženík, född 18 november 1999, är en slovakisk fotbollsspelare som spelar för Boavista.

## Klubbkarriär
Boženík värvades till Feyenoord den 27 januari 2020 och skrev på ett 4,5-årskontrakt med klubben.

## Landslagskarriär
Boženík gjorde sin debut för det slovakiska landslaget den 7 juni 2019, i en träninglandskamp mot Jordanien. Han blev inbytt mot Pavol Šafranko i halvtid.